# Франсуа Пиньон
Франсуа́ Пиньо́н (фр. François Pignon) и Франсуа́ Перре́н (фр. François Perrin) — имена персонажей, созданных Франсисом Вебером.

## История персонажа
Персонаж с именем Франсуа Пиньон впервые появляется в 1971 году, в пьесе Франсиса Вебера «Контракт», эту роль в театре исполнял Жан Ле Пулен. Спустя два года спектакль был адаптирован для кино под названием «Зануда», и первым актёром, воплотившим Франсуа Пиньона на экране, стал бельгийский поэт и бард Жак Брель. В некоторых последующих кинокомедиях по сценариям Вебера также фигурирует персонаж, носящий это имя. В других сюжетах того же Вебера появляется персонаж по имени Франсуа Перрен, представляющий собой вариант Франсуа Пиньона, причём обоими именами автор наделяет один и тот же типаж героя.
Общей чертой этих персонажей, ставших частью французского кинофольклора, является то, что они, как правило, оказываются в ситуации, которая находится за пределами их понимания или о которой они даже не подозревают; при этом часто Пиньоны/Перрены выделяются своей открытостью (иногда граничащей с идиотизмом), большой наивностью и добротой.

Почему я решил называть его Франсуа Пиньоном? Я не знаю. И почему я привязался к этому имени до такой степени, что его стали носить семь разных комиков? У меня тоже нет объяснений. Тем не менее, Пиньон, придуманный и сложный персонаж, занимал в моей жизни больше места, чем большинство «реальных» людей, которых я когда-либо встречал. […] Независимо от того, был ли он самоубийцей в «Зануде», неудачником в «Невезучих» или придурком за ужином, он всегда был одним и тем же маленьким человечком в толпе, попавшим в ситуацию, которая превосходит его самого и из которой ему удаётся выбраться без её осознания.
Оригинальный текст (фр.)Pourquoi ai-je choisi de l'appeler François Pignon ? Je l'ignore. Et pourquoi me suis-je attaché à ce nom au point de le faire porter par sept comédiens différents? Je n'ai pas d'explication non plus. Toujours est-il que Pignon, personnage imaginaire et composite, a tenu plus de place dans ma vie que la plupart des gens «réels» que j'ai pu rencontrer. [...] Qu'il fût suicidaire dans L'Emmerdeur, malchanceux dans La Chèvre ou con dans Le Dîner, c'était toujours le même petit homme dans la foule, plongé dans une situation qui le dépassait et dont il parvenait à se sortir en toute inconscience.
— Франсис Вебер
Имя «Франсуа Пиньон» во второй раз появляется у Вебера в фильме «Папаши» (1983), где его впервые получает герой Пьера Ришара. С тех пор Франсуа Пиньон получает приоритет над Франсуа Перреном, — последний выпадает из фильмографии Вебера до 1996 года, когда автор возвращает его на экран в исполнении Патрика Брюэля в фильме «Ягуар». Франсис Вебер считает, что тогда он «влюбился» в имя Франсуа Пиньона «до такой степени, что сохранил его во всем, что смог написать впоследствии, будь оно для театра или для кино». Единственным исключением стал фильм «Невезучие» 2003 года, где героя Депардье зовут Квентин, поскольку автором оригинальной идеи был не Вебер.

Я считаю, что это всё просто потому, что мне нравится это имя, и я в конечном итоге считаю его счастливым талисманом.
Оригинальный текст (фр.)Je crois que c'est simplement parce que j'aime le nom et que j'ai fini par le considérer comme un porte-bonheur.
— Франсис Вебер
Актёр Франсис Перрен, создавший в соавторстве с Даниэлем Жанно сценарий фильма «Дебютант» (1986), решил дать своему персонажу имя «Франсуа Вебер» как отсылку к Франсуа Перрену. И он же создал персонажа «Франсуа Пепен» в фильме «Это случается только со мной».
В 2015 году вышел документальный фильм De la chèvre au dîner de cons : La folle histoire de François Pignon — «От козы до ужина с придурком: Безумная история Франсуа Пиньона».

## Появление в фильмах

### Франсуа Пиньон
- Контракт (1971), пьеса Франсиса Вебера : Жан Ле Пулен
- Зануда (1973) : Жак Брель
- Папаши (1983) : Пьер Ришар
- Беглецы (1986) : Пьер Ришар
- Ужин с придурком (1998) : Жак Вильре; в театре Даниэль Анссен[фр.] (1993), Дани Бун (2007) и Режис Ласпале[фр.] (2009)
- Хамелеон (2001) : Даниэль Отёй
- Дублёр (2005) : Гад Эльмалех
- Зануда[фр.] (2008) : Патрик Тимсит[фр.] (также выступал в Париже в 2005—2006 гг.)
- Дорогое сокровище[фр.] (спектакль, 2012) : Жерар Жюньо
- Хамелеон (театральная адаптация, 2013) : Эли Семун[фр.]

### Франсуа Перрен
- Высокий блондин в чёрном ботинке (1972) : Пьер Ришар
- Возвращение высокого блондина (1974) : Пьер Ришар
- Игрушка (1976) : Пьер Ришар
- Дальше некуда! (1976) : Пьер Ришар
- Удар головой (1978) : Патрик Девер
- Говорите, мне интересно[фр.] (1979) : Жан-Пьер Мариэль
- Невезучие (1981) : Пьер Ришар
- Ягуар (1996) : Патрик Брюэль

### Другие Франсуа и Франсуазы у Вебера
- Зовите меня Матильда[фр.] (1969) : Мишель Серро (Франсуа)
- Жил-был полицейский (1971) : Мирей Дарк (Кристин, псевдоним Франсуаза)
- Великолепный (1973) : Жан-Поль Бельмондо (Франсуа Мерлен)
- Чемодан (1973) : Мирей Дарк (Франсуаза)
- Воскресные любовники (1980) : Лино Вентура (Франсуа Кероль)

## Другие повторяющиеся имена в мире Вебера
- Кристин
  - Мирей Дарк в фильмах «Жил-был полицейский» (1971), «Высокий блондин в чёрном ботинке» (1972), «Возвращение высокого блондина» (1974) и «Розовый телефон[фр.]» (1975)
  - Жаклин Биссет в «Великолепный» (1973)
  - Миу-Миу в «Дальше некуда!» (1976)
  - Анни Жирардо в «Говорите, мне интересно» (1979)
  - Анни Дюпрей в «Папаши» (1983)
  - Александра Вандернот в «Ужин с придурком» (1998), «Хамелеон» (2000) и «Дорогое сокровище» (спектакль, 2012)
  - Кристин Скотт Томас в «Дублёр» (2006)
- Кампана
  - Мишель Константен в «Жил-был полицейский» (1971)
  - Жерар Депардье в «Невезучие» (1981)
  - Жан Рено в «Ягуар» (1996), а также в театральной адаптации в декабре 2004 года.
- Летелье
  - Жан-Ив Готье[фр.] в «Прощай, полицейский» (1974)
  - Жан-Поль Бельмондо в «Страх над городом» (1975)
- Люка
  - Майкл Лонсдейл в «Жил-был полицейский» (1971)
  - Жерар Депардье в «Папаши» (1983) и «Беглецы» (1986)
  - Ник Нолти в «Три беглеца» (1989)
- Милан
  - Бернар Блие в «Высокий блондин в чёрном ботинке» (1972)
  - Лино Вентура в «Зануда» (1973)
  - Джованни Веттораццо[итал.] в «Клетка для чудаков 2» (1980)
  - Филипп Хорсан[фр.] в «Папаши» (1983)
  - Ришар Берри в «Зануда» (2008)
- Тулуз
  - Жан Рошфор в «Высокий блондин в чёрном ботинке» (1972) и «Возвращение высокого блондина» (1974)
  - Эрик Ле Рош[фр.] в «Дорогое сокровище» (пьеса, 2012)

## Кассовые сборы во Франции
В таблице представлены фильмы, в которых присутствует персонаж Франсуа Пиньон/Перрен, собравшие во французском прокате более миллиона евро:
| Заголовок                        | Год  | Сборы     |
| -------------------------------- | ---- | --------- |
| Ужин с придурком                 | 1998 | 9 247 001 |
| Невезучие                        | 1981 | 7 080 137 |
| Хамелеон                         | 2001 | 5 317 828 |
| Папаши                           | 1983 | 4 847 229 |
| Беглецы                          | 1986 | 4 496 827 |
| Высокий блондин в чёрном ботинке | 1972 | 3 471 266 |
| Хулиган                          | 1973 | 3 354 756 |
| Оболочка                         | 2006 | 3 087 562 |
| Ягуар                            | 1996 | 2 390 580 |
| Возвращение высокого блондина    | 1974 | 2 195 219 |
| Игрушка                          | 1976 | 1 249 452 |